# Daniel Vigier
Daniel Vigier, né à Guémené-Penfao, mort le 14 février 1337 à Nantes, est un évêque de Nantes du XIVe siècle.

## Biographie
Daniel Vigier est fait évêque de Nantes en 1304. Il élève au rang de collégiale l'église Notre-Dame de Nantes en 1325. En 1331, il autorise l'installation du couvent des Carmes.